# Kościół Świętego Krzyża w Łapach
Kościół Świętego Krzyża w Łapach – rzymskokatolicki kościół położony w dekanacie Łapy w diecezji łomżyńskiej, znajdujący się w Łapach przy ul. Jana Matejki 10. Do kościoła przylega kaplica Matki Boskiej Ostrobramskiej, wzniesiona w latach 2022–2024.

## Historia
- 1982 – Zbudowano drewnianą kaplicę.
- 1983 – 24 kwietnia Kuria Biskupia w Łomży postanowiła wybrać do realizacji kościoła projekt architektów doc. dr inż. arch. Zdzisława Hryniaka i mgr inż. Krzysztofa Kakowskiego – pracowników Politechniki Warszawskiej.
- 1983–1989 – Zbudowano nowy kościół staraniem ks. proboszcza Józefa Wyznera.
- 1985 – 1 grudnia Biskup łomżyński Juliusz Paetz erygował Parafię pw. Świętego Krzyża.
- 1988 – 10 września do parafii Św. Krzyża zostały sprowadzone trzy dzwony kościelne, które z czasem zostały zainstalowane na zbudowanej wieży. Największy – Józef (z napisem „Solidarność serc mocą Kościoła i Narodu”), średni – Maryja (z napisem „Uwielbiaj duszo moja Pana”) i najmniejszy – Jan Paweł II (z napisem „Cały Twój – Ciesz się Matko Polsko”).
- 1999 – 19 września kościół został konsekrowany przez Biskupa łomżyńskiego Stanisława Stefanka.

## Architektura

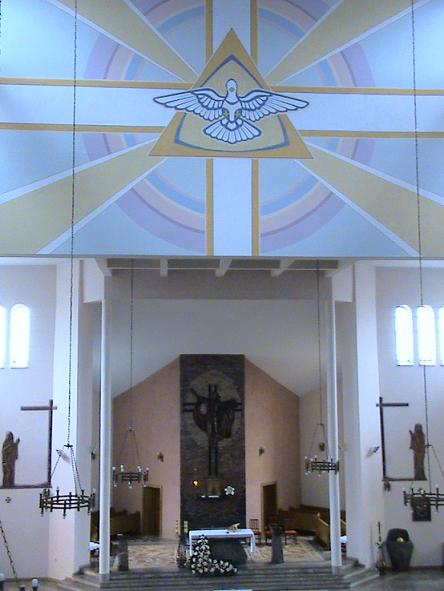
Wnętrze świątyni

Kościół Świętego Krzyża jest budowlą trójnawową, w układzie promienistym, zbudowanym z cegły klinkierowej, ze schodkowym dachem i z boczną wieżą zbudowaną na planie trójkąta, z zegarem, zwieńczoną trzema krzyżami. W ołtarzu głównym znajduje się rzeźba Chrystusa ukrzyżowanego natomiast w kaplicach są obrazy – św. Józefa (w lewej) i Matki Boskiej Częstochowskiej (w prawej).

### Wymiary kościoła
- długość: 29,5 m
- szerokość: 40,5 m
- wysokość do sklepienia: 24 m (kościół dolny – 4,6 m)
- wysokość wieży: 45 m[2]

## Kaplica Matki Boskiej Ostrobramskiej
W latach 2022–2024 wzniesiona została przy kościele wierna kopia Kaplicy Ostrobramskiej w Wilnie, jako druga tego typu kaplica w Polsce po Skarżysku-Kamiennej. W kaplicy znajduje się również kopia obrazu Matki Bożej Ostrobramskiej, poświęcona w 2023 roku w Wilnie. 16 listopada 2024 roku poświęcono kaplicę ustanawiając w niej Sanktuarium Matki Bożej Miłosierdzia.